# Jan Harwas
Jan Harwas (ur. 7 stycznia 1909 w Dortmundzie, zm. w sierpniu 1944 w Lyonie) – polski socjolog, filozof i filolog klasyczny, członek francuskiego ruchu oporu, starszy brat andragoga i oficera WP Edmunda Harwasa (1912–1996).

## Życiorys

### Wczesne lata
Urodził się w Westfalii, ponieważ jego rodzice zostali wcześniej przesiedleni w głąb Rzeszy. Po powrocie z Niemiec w 1918, rodzina zamieszkała w Rogoźnie Wielkopolskim. Tam Jan Harwas chodził do szkoły elementarnej i gimnazjum klasycznego im. Przemysława. Do tej samej klasy chodził również późniejszy polityk Jan Janasek. Na Uniwersytecie Poznańskim studiował filologię klasyczną i socjologię pod kierunkiem prof. Floriana Znanieckiego. Po obronie pracy magisterskiej, napisał rozprawę doktorską o Plotynie, lecz przewód doktorski przerwała wojna.  

### We Francji
W latach 1939–1940 był referentem oświatowym Związku Polaków w Lille i attaché kulturalnym tamtejszego konsulatu RP. Jako sekretarz redakcji pisywał w: "Żołnierzu Polskim we Francji". 
Potem wykładał w Liceum Polskim w Villard-de-Lans grekę i łacinę, które podobno znał równie dobrze jak język ojczysty. Władał także angielskim, niemieckim i francuskim. Kierował grupą uczniów-harcerzy. Na początku lat 40. XX wieku dokonał przekładu dzieła Jacques'a Maritaina: Humanisme intégral z 1936 – "Humanizm integralny". Zajmował się nadal filozofią starożytną, a zwłaszcza neoplatonizmem. 
Napisał objaśnienia do Les Orphiques Pierre'a Emmanuela. Działał we francuskim ruchu oporu. Uczestnik walk w Alpach, na płaskowyżu Vercors w grupie FTP-MOI (Wolni Strzelcy i Partyzanci Emigracyjnej Siły Roboczej) z La Mure spod Grenoble od 9 czerwca do 5 sierpnia 1944. 

### Śmierć
W sierpniu 1944 został schwytany i rozstrzelany przez Ukraińców z Waffen-SS pod Lyonem (w Lyon-Bron) strzałem w tył głowy. Miało to miejsce dokładnie dzień przed wyzwoleniem Lyonu przez aliantów, miejsce egzekucji odnaleziono dzięki ogrodnikowi, który widział całe zdarzenie z ukrycia. Do rozstrzelania użyto kuli dum-dum, więc identyfikacja zwłok była bardzo trudna (z głowy pozostała tylko dolna szczęka). Do jego aresztowania doszło po nieudanej akcji przygotowania lotniska w Bron dla desantu szybowców alianckich. O tym, że lądują szybowce niemieckie, a nie alianckie, partyzanci zorientowali się dopiero po tym, jak wysypali się z nich Niemcy. Wtedy zginęło wielu uczniów Liceum którzy także działali w Resistance, Jan Harwas wraz z innym profesorem Liceum, ukrywał się w pobliskiej jaskini przez trzy dni siedząc po pas w wodzie. Później, ukrywając się dotarli do karczmy, w której zostali aresztowani przez Niemców w wyniku donosu karczmarza.
Jan Harwas pozostawił żonę Janinę Lesińską-Harwas i troje dzieci.